# Torre Blanca (Sevilla)
La torre Blanca situada en la Ronda Histórica es una torre fortificada almohade de planta octogonal irregular construida entre los siglos XII y XIII, que formaba parte de las defensas del tramo de la muralla que unía la puerta de la Macarena con la puerta de Córdoba. Fue llamada así por estar pintada de blanco, está construida en argamasa y ladrillo y en su interior disponía de buenos aposentos en dos cuerpos o plantas abovedadas.
Formaba parte, junto con la torre del Oro, la torre de la Plata y la torre Abd el Aziz de las torres defensivas de que disponía el conjunto amurallado de la ciudad, y es la única en la actualidad que conserva su paño de muralla; a lo largo de éste se extienden ocho torres más, aunque de menores dimensiones y de estructura más simple.
Pertenece al periodo almohade de la ciudad, por lo que debió ser levantada durante la importante ampliación llevada a cabo durante el dominio del sultán Ali ibn Yusuf, y reforzada en las posteriores mejoras efectuadas en el siglo XIII, que dotaron a los muros de otros elementos defensivos como la barbacana, que también se conserva en este tramo. Fue derribada parcialmente durante la Revolución de 1868.
En la actualidad también es conocida como torre o torreón de la tía Tomasa.